# Tom Thaler & Basil
Tom Thaler & Basil ist ein deutsches Rap- und Produzenten-Duo. Ihre Musik bewegt sich im Bereich des Deep House und Pop-Rap. Sie stehen beim Major-Label Warner Music Germany unter Vertrag.

## Hintergrund
Das Duo besteht aus Tom Ulrichs aus Hamburg und Marius Förster aus Stuttgart. Ulrichs beschäftigt sich laut eigener Aussage seit dem Alter von 11 Jahren mit Rapmusik. Förstner produzierte zuvor im Bereich der elektronischen Tanzmusik, dabei überwiegend das Subgenre Deep House. Letzterer ist in den Liedern als Produzent tätig. Zusammengekommen sind Ulrichs und Förstner in Mannheim. Zu der Entstehung und Musikrichtung äußerte sich Ulrichs wie folgt:

„Wir machen Rapmusik auf elektronische Beats zum Tanzen. […] In der Regel bekomme ich von Basil ein paar Beats vorgespielt. Die besten Ergebnisse entstehen, wenn ich auf Anhieb eine Idee oder ein bestimmtes Gefühl dazu habe. Das kann nur eine kleine Melodie sein, oder eine Textzeile. Das ist dann mein Grundgerüst, um das ich den Song aufbaue.“

Das Duo wurde vom Musikdienst iTunes als „Beste neuen Künstler“ vorgestellt. Das Lied Hier Mit Dir erreichte Platz 74 der von GfK Entertainment ermittelten deutschen Single-Charts.
Seit 2018 ist Tom Ulrichs nur noch unter dem Namen „Tom Thaler“ unterwegs. Die Beats werden aber weiterhin von Basil produziert.

## Diskografie
Alben
- 2017: Malu

EPs
- 2014: Hier Mit Dir EP
- 2015: Techno ist tödlich, Rap aber auch.
- 2018: Poolboy

Singles
- 2013: Horizont
- 2014: Hier Mit Dir – Radio Mix (mit Robin Schulz auf dem Album Prayer)
- 2015: Forrest Gump
- 2017: Alte Muster
- 2017: Cooler als ich
- 2019: Mond, Blind, Tiramisu